# Сент-Леджер, Хейс, 2-й виконт Донерейл
Хейс Сент-Леджер, 2-й виконт Донерейл (англ. Hayes St Leger, 2nd Viscount Doneraile; 9 марта 1755 — 8 ноября 1819) — англо-ирландский политик и пэр.

## Биография

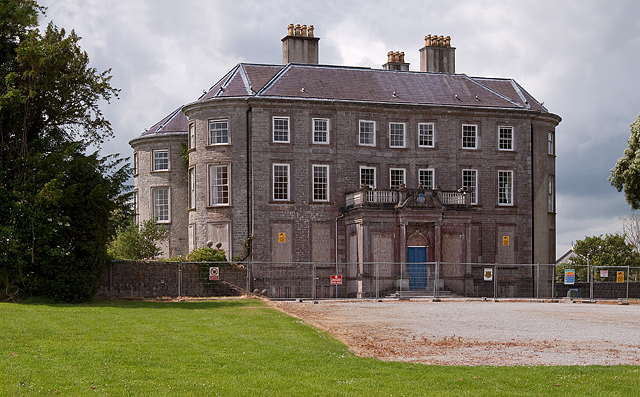
Донерейл-Корт, резиденция виконтов Донерейл

Родился 9 марта 1755 года. Старший сын Сент-Леджера Сент-Леджера, 1-го виконта Донерейла (? — 1787), и его жены Мэри Барри. Правнук по женской линии Артура Сент-Леджера, 1-го виконта Донерейла.
Как и его отец, Хейс Сент-Леджер заседал в Ирландской палате общин от Донерейла в 1777—1787 годах.
15 мая 1787 года после смерти своего отца Хейс Сент-Леджер унаследовал титулы 2-го виконта Донерейла из Донерейла в графстве Корк и 2-го барона Донерейла из Донерейла в графстве Корк, став членом Палаты лордов Ирландии.
3 сентября 1785 года Хейс Сент-Леджер женился на Шарлотте Бернард (? — 2 сентября 1835), дочери Джеймса Бернарда и Эстер Смит. У супругов было трое детей:
- Достопочтенная Харриет Сент-Леджер, вышла замуж за Ричарда Смита, от брака с которым у неё была одна дочь
- Достопочтенная Шарлотта Сент-Леджер, в 1816 году она вышла замуж за Джонаса Стэвелла, от брака с которым у неё была одна дочь.
- Хейс Сент-Леджер, 3-й виконт Донерейл (9 мая 1786 — 27 марта 1854)[2].

Лорд Донерейл скончался 8 ноября 1819 года в возрасте 64 лет. Ему наследовал его единственный сын Хейс.